# Maximilian Kieffer
Maximilian Kieffer (Düsseldorf, 25 juni 1990) is een Duits golfer. Hij speelt op de Europese Challenge Tour.

## Amateur
Kieffer zat op het Marie Curie Gymnasium in Düsseldorf, was lid van de Land und Golf Club Hubbelrath en zat in het nationale team. In 2008 stond hij als nummer 112 op de wereldranglijst en ging hij met een beurs aan de Universiteit van Florida in Gainesville studeren. Hij kwam ook in het Gators universiteitsteam.
In 2009 speelde hij het Brits amateurkampioenschap op Muirfield. Hij kwam bij de laatste 32 en versloeg Willem Vork. Bij de laatste 16 speelde hij tegen Sam Hutsby. Later won Matteo Manassero.
In 2010 werd hij 4de op het Europees kampioenschap en stond hij als nummer 19 op de wereldranglijst.

### Gewonnen
- 2006: European Young Masters, finalist Duits amateurkampioenschap
- 2008: Finalist Duits Matchplay Kampioenschap
- 2009: Duits Amateur Strokeplay Kampioenschap
- 2010: Tourschool PQ1

### Teams
- Junior Ryder Cup: 2006
- Jacques Leglise Trophy: 2007
- St Andrews Trophy: 2010

## Professional
In oktober 2010 won Kieffer de eerste ronde van de Tourschool. Hij heeft handicap +4. Via Stage 2 kwalificeerde hij zich voor de Final Stage.
In 2011 haalde hij twee keer een 2de plaats en in 2012 behaalde hij in India zijn eerste overwinning

### Gewonnen
- 2012: Gujarat Kensville Challenge in India